# Helmut Wilhelm (Politiker)
Helmut Wilhelm (* 12. April 1946 in Regensburg; † 24. September 2022 in Amberg) war ein deutscher Richter und Politiker (Bündnis 90/Die Grünen) sowie Umweltschutz- und Anti-Atomkraft-Aktivist. Er war von 1986 bis 1994 sowie von 2010 bis 2014 Richter am Bayerischen Verfassungsgerichtshof und von 1994 bis 2002 Mitglied des Deutschen Bundestages.

## Leben
Nach seinem Abitur 1965 am Erasmus-Gymnasium Amberg studierte er Rechtswissenschaft an den Universitäten Würzburg und Regensburg. Er erreichte sein erstes juristisches Staatsexamen 1969 und sein zweites juristisches Staatsexamen 1972. Nach ersten Stellen in Regensburg, Weiden und Tirschenreuth war er Richter am Landgericht Amberg. Von 1986 bis 1994 war er berufsrichterliches Mitglied im Bayerischen Verfassungsgerichtshof. Nachdem sein Richteramt während seines Bundestagsmandats ruhte, war er anschließend bis zu seiner Pensionierung 2011 wieder als Richter in Regensburg tätig. Von 2010 bis 2014 gehörte er dem Bayerischen Verfassungsgerichtshof erneut an, nun als von den Grünen vorgeschlagenes, nicht berufsrichterliches Mitglied.
1971 gründete Helmut Wilhelm das Forum Regensburg für die Erhaltung der Altstadt von Regensburg, dessen Vorsitzender er bis 1987 war. Der Verein erhielt 1975 den Theodor-Heuss-Preis und 1977 die bayerische Denkmalschutzmedaille.
1980 war Wilhelm Mitgründer und Vorsitzender der Amberger Bürgerinitiative für eine Zukunft ohne Atomkraft und setzte sich u. a. gegen den Bau der Wiederaufarbeitungsanlage Wackersdorf (WAA) ein. Er beklagte in diesem Zusammenhang „Rechtsabbau und Entdemokratisierung“. 1985 trat er den Grünen bei und wurde im selben Jahr zum geschäftsführenden Vorstandsvorsitzenden des Bundesverbandes Bürgerinitiativen Umweltschutz gewählt. Nachdem er im Dezember 1985 bei einer Demonstration im Wackersdorfer Hüttendorf von der Polizei zu Unrecht festgenommen worden war, konnte er an einer Sitzung seiner Kammer am Landgericht Amberg nicht teilnehmen. Ab 1986 wurde gegen Wilhelm ein Disziplinarverfahren geführt mit dem Vorwurf, dass er sich „schuldhaft unter Bevorzugung seiner privaten Belange nicht mit voller Hingabe seinem Richteramt gewidmet“ habe. Es endete im November 1988 mit einem förmlichen Verweis des Richterdienstgerichts beim Oberlandesgericht Nürnberg wegen fünf Verstößen gegen das beamtenrechtliche Mäßigungsgebot.
Von 1984 bis 2002 und wieder ab 2008 gehörte er für die Grünen dem Stadtrat in Amberg an. Von 1994 bis 2002 war Helmut Wilhelm Mitglied des Deutschen Bundestags. Dort war er Mitglied im Ausschuss für Verkehr, Bau- und Wohnungswesen.
Wilhelm arbeitete auch bei der Gruppe Stadtplanung, Denkmalpflege und Touristik beim Europäischen Umweltbüro (EEB) in Brüssel mit. Er war Mitglied beim Bund Naturschutz in Bayern und bei der Gewerkschaft ÖTV (später Ver.di). Von 2003 bis 2006 war er Vorsitzender des Vereins der Freunde des Mariahilfbergs in Amberg.

## Ehrung
Helmut Wilhelm wurde 2004 für seine Verdienste um das Gemeinwohl mit dem Bundesverdienstkreuz am Bande ausgezeichnet.